# Cottus greenei
Cottus greenei é uma espécie de peixe da família Cottidae.
É endémica dos Estados Unidos da América.